# Scyliorhinus besnardi
Scyliorhinus besnardi är en hajart som beskrevs av Springer och Sadowsky 1970. Scyliorhinus besnardi ingår i släktet Scyliorhinus och familjen rödhajar. IUCN kategoriserar arten globalt som otillräckligt studerad. Inga underarter finns listade i Catalogue of Life.